# Ласло Балінт (румунський футболіст)
Не варто плутати з однойменним угорським футболістом. Про нього див. статтю Ласло Балінт.
Ласло Балінт (рум. László Balint, нар. 29 березня 1979, Брашов) — румунський футболіст угорського походження, що грав на позиції захисника. По завершенні ігрової кар'єри — тренер.

## Ігрова кар'єра
Народився 29 березня 1979 року в місті Брашов. Вихованець футбольної школи клубу «Брашов».
У дорослому футболі дебютував виступами за нижчолігові брашовські команди «Рапід Енергія» та «Ромрадіатоаре», після чого повернувся у рідний «Брашов», до складу якого приєднався 2001 року. Відіграв за брашовську команду наступні чотири сезони своєї ігрової кар'єри, провівши 65 матчів у вищому дивізіоні країни.
Після вильоту клубу він перейшов у «ЧФР Клуж», дійшовши зі своїм новим клубом до фіналу Кубка Інтертото 2005 року. Наступного сезону він перейшов до іншого клубу Ліги I, УТА (Арад). Але і у цій команді Балінт провів лише один сезон, після чого приєднався до клубу «Уніря» (Урзічень). З цією командою Балінт виграв історичний титул чемпіона Румунії в сезоні 2008/09 років, хоча основним гравцем не був.
Після цього Ласло недовго грав за «Діошдьйор» у вищому дивізіоні Угорщини, а завершив ігрову кар'єру у Румунії в команді «Уніря» (Терлунджень), за яку виступав протягом 2010—2011 років як граючий тренер.

## Кар'єра тренера
Балінт розпочав тренерську кар'єру, ще продовжуючи грати на полі, 2010 року, очоливши тренерський штаб клубу «Уніреа Тарлунджені», де пропрацював з 2010 по 2014 рік і допоміг команді вперше в її історії вийти до Ліги ІІ.
У 2014—2015 роках Балінт входив до тренерського штабу рідного клубу «Брашов», після чого очолив «Академіку» (Клінчень) з Ліги ІІ, де працював до березня 2016 року. Надалі очолював інші нижчолігові румунські команди «Тиргу-Муреш», «Чіксереда», «Спортул» (Снагов) та УТА (Арад). З останньою 2020 року Балінт виграв Лігу ІІ і вийшов до вищого дивізіону. 31 січня 2022 року Балінт покинув УТА.
13 червня 2022 року Балінт став новим головним тренером команди «КС Університатя», з якою підписав контракт на один сезон. Втім вже 10 серпня був звільнений після поразки 0:1 від «Зорі» (Луганськ) у кваліфікації Ліги конференцій.

## Досягнення
- Чемпіон Румунії: 2008/09